# Juh (Košice)
Pour les articles homonymes, voir Juh.
Juh est un quartier de la ville de Košice, en Slovaquie, il correspond aux faubourgs situé au sud du centre-ville.

## Territoires cadastraux
Le quartier Juh est divisé en deux territoires cadastraux : Skladná et Južné Mesto.

## Transport
Les lignes de tram 3, 4, 7, 9, R2, R5, R8 passent par le quartier.